# Happy Rock Sunday
Happy Rock Sunday é o primeiro e único álbum ao vivo e em vídeo da banda de pop rock brasileira Restart. Foi gravado em 24 de outubro de 2010 no HSBC Brasil, em São Paulo, e lançado em 17 de julho de 2011 em CD e DVD pelo selo Maynard Music, com a distribuição da Radar Records. Após quatro semanas de vendas o DVD foi certificado como Disco de Ouro pela ABPD pela venda de 25 mil cópias no país.
A canção "Vou Cantar" foi escolhida para ser o primeiro single de divulgação do álbum, tendo sido lançado somente no formato de download digital, começando a ser executada nas rádios e atingindo a 17ª posição no Hot 100 Brasil.

## Lista de faixas

#### CD
1. Recomeçar
2. Vou Cantar
3. Happy Rock Sunday
4. O Meu Melhor
5. Sobre Eu e Você
6. Amanhecer no Teu Olhar
7. Pra Você Lembrar
8. Esse Amor em Mim
9. Ao Teu Lado
10. Levo Comigo
11. Como Tem Que Ser
12. Nosso Verão
13. Breve História
14. Final Feliz
15. Eu Pedi Você
16. Bye Bye
17. Lembranças

#### DVD
1. Tema Abertura
2. Recomeçar
3. Vou Cantar
4. Happy Rock Sunday
5. O Meu Melhor
6. Sobre Eu e Você
7. Tema Solteiros
8. Amanhecer no Teu Olhar
9. Pra Você Lembrar
10. Esse Amor em Mim
11. Ao Teu Lado
12. Intro Levo Comigo
13. Levo Comigo
14. Como Tem Que Ser
15. Intro Nosso Verão
16. Nosso Verão
17. Breve História
18. Final Feliz
19. Eu Pedi Você
20. Tema MJ
21. Bye Bye
22. Lembranças

#### Extras DVD
- Livro "Restart Coração na Mão"
- Making Of